# 福岡県立筑豊高等学校
福岡県立筑豊高等学校（ふくおかけんりつ ちくほうこうとうがっこう）は、福岡県直方市大字頓野にある公立高等学校。

## 設置学科
全日制課程
- 総合ビジネス科（商業に関する学科）
- ビジネス情報科（商業に関する学科）
- 生活デザイン科（家庭に関する学科）

## 沿革
福岡直方南高等女学校
- 1908年（明治41年）4月12日 - 当時の鞍手郡直方町に直方南高等女学校を開校。
- 1920年（大正9年）4月1日 - 直方南高等女学校を廃止し、実業学校として直方町立実業女学校を設立。
- 1924年（大正13年）4月7日 - 直方町から福岡県に移管し、福岡県立直方実業女学校に改称。
- 1925年（大正14年）4月1日 - 福岡県直方実業女学校に改称。
- 1930年（昭和5年）3月1日 - 福岡県直方高等実業女学校に改称。
- 1939年（昭和14年）4月1日 - 福岡県直方高等実業女学校を廃止し、高等女学校として福岡直方南高等女学校を設立。
- 1948年（昭和23年）4月1日 - 学制改革により新制高等学校に移行し、福岡直方南高等女学校を福岡県直方東陵高等学校に改称。
- 1948年（昭和23年）8月 - 定時制課程を新設。

直方市立商業学校
- 1920年（大正9年）11月 - 筑豊高等簿記学校創立。
- 1925年（大正14年）9月 - 福岡県直方経理学校と改称。
- 1927年（昭和2年）3月3日 - 福岡県直方商業専修学校設立。
- 1932年（昭和7年）1月25日 - 実業学校令による商業学校（乙種）を設立。福岡県直方商業学校と改称。
- 1948年（昭和23年）4月1日 - 学制改革により直方市立直方商業高等学校と改称。

福岡県立筑豊高等学校
- 1949年（昭和24年）5月30日 - 直方市立直方商業高等学校を県立に移管し、福岡県直方東陵高等学校へ統合。
- 1949年（昭和24年）8月31日 - 福岡県立筑豊高等学校に改称。
- 1985年（昭和60年）3月31日 - 定時制課程を廃止。
- 2008年（平成20年）4月1日 - 直方市大字植木100番地から直方市大字頓野4019番地2（筑豊工業高校跡地）に移転。

## 校訓
誠実 親愛 創造

## 通学区域
福岡県内全域。

## 交通アクセス
最寄りの鉄道駅
- JR九州・平成筑豊鉄道「直方駅」より徒歩約25分
- 筑豊電鉄「感田駅」より徒歩約20分

最寄りのバス停
- 西鉄バス「筑豊高校」バス停より徒歩約1分

最寄りの道路
- 県道28号直方行橋線